# In War and Pieces
Albums de Sodom
The Final Sign Of Evil
(2006) Epitome of Torture
(2013)
In War and Pieces est le treizième album de Sodom, groupe allemand de thrash metal. L'album est sorti le 23 novembre 2010 sous le label Steamhammer Records. La pochette a été dessinée par Eliran Kantor.
L'album est disponible dans différents formats : CD, Digipack (avec un CD bonus contenant dix chansons du Live at Wacken 2007), vinyle (avec une chanson bonus) et en téléchargement.

## Liste des morceaux
Toutes les chansons sont écrites et composées par Sodom.
| No  | Titre                                           | Durée |
| --- | ----------------------------------------------- | ----- |
| 1.  | In War and Pieces                               | 4:11  |
| 2.  | Hellfire                                        | 3:07  |
| 3.  | Through Toxic Veins                             | 4:43  |
| 4.  | Nothing Counts More Than Blood                  | 3:49  |
| 5.  | Storm Raging Up                                 | 5:08  |
| 6.  | Feigned Death Throes                            | 3:59  |
| 7.  | Soul Contraband                                 | 3:50  |
| 8.  | God Bless You                                   | 5:10  |
| 9.  | The Art of Killing Poetry                       | 4:38  |
| 10. | Knarrenheinz                                    | 3:17  |
| 11. | Styptic Parasite                                | 5:13  |
| 12. | Murder One (Chanson bonus de la version vinyle) | -     |

| 1.  | Blood on Your Lips     | 4:54 |
| 2.  | City of God            | 5:22 |
| 3.  | Proselytism Real       | 4:42 |
| 4.  | Christ Passion         | 6:38 |
| 5.  | One Step Over the Line | 5:15 |
| 6.  | Abuse                  | 2:14 |
| 7.  | Sodomy and Lust        | 5:11 |
| 8.  | Ausgebombt             | 3:15 |
| 9.  | The Saw Is the Law     | 5:59 |
| 10. | Outbreak of Evil       | 3:29 |

## Composition du groupe
- Tom Angelripper - Chant, Basse
- Bernemann - Guitare
- Bobby Schottkowski - Batterie